# Baia di Ha Long
La baia di Ha Long o baia di Halong (Vịnh Hạ Long in vietnamita, baie d'Along o baie d'Halong in francese) è un'insenatura situata nel golfo del Tonchino, in territorio vietnamita. Fa parte della provincia di Quang Ninh e comprende circa 2.000 isolette calcaree con numerose grotte carsiche. La baia si trova 164 km a est della capitale Hanoi, non lontano dal confine con la Cina. In lingua vietnamita il termine "Hạ Long" significa "dove il drago scende in mare". Dal 1994 è un patrimonio dell'umanità dell'UNESCO.

## Etimologia
Una leggenda locale dice che molti anni fa i vietnamiti stavano combattendo gli invasori cinesi; gli dei mandarono una famiglia di dragoni per aiutarli. Questi dragoni iniziarono a sputare gioielli che si trasformarono nelle isole e isolotti che punteggiano la baia, unendoli poi per formare una muraglia contro gli invasori. Le persone salvarono la propria terra e la trasformarono in quello che poi sarebbe diventato il Vietnam. Il luogo in cui atterrò il dragone madre venne chiamato Hạ Long, il luogo in cui arrivarono i figli prese invece il nome di Bái Tử Long (Bái: essere al seguito di, Tử: figli, Long: dragone), e il posto in cui i figli agitarono violentemente le proprie code venne chiamato Bạch Long Vỹ (Bạch: colore bianco della schiuma, Long: dragone, Vỹ: coda).

## Posizione geografica
La baia di Halong si trova nel Vietnam nord-orientale, tra le longitudini 106°56' e 107°37' Est e le latitudini 20°43' e 21°09' Nord. La baia si trova nel distretto di Yên Hưng, tra la città di Hạ Long e Cẩm Phả, fino al distretto di Vân Đồn, confina a sud e a sud-est con il golfo del Tonchino, a nord con la Cina e a ovest e sud-ovest con l'isola di Cat Ba. La baia occupa 120 km di costa e copre un'area di circa 1.553 km², con circa 1.969 isolotti. L'area protetta dall'UNESCO comprende circa 434 km² e 775 isole, il cui nucleo è delimitato da 69 punti: l'isola di Đầu Gỗ a ovest, il lago Ba Hầm a sud e l'isola Cống Tây a est. L'area protetta va dal deposito di carburante di Cái Dăm al comune di Quang Hanh.

## Clima
La baia è un'isola marina con clima tropicale umido e due stagioni: un'estate calda e piovosa, e un inverno asciutto e freddo. La temperatura media è di 15 °C-C. Le precipitazioni annuali variano tra i 2.000 e i 2.200 mm. Ha Long ha il tipico sistema diurno di maree (con un'escursione di 3,5-4 metri di livello). La salinità è compresa tra i 31 e i 34,5 MT nella stagione secca, ed è ovviamente più bassa nella stagione delle piogge.

## Storia

### Cultura Soi Nhụ (16000 - 5000 a.C.)
All'interno delle baie di Hạlong e Bái Tử Long ci sono siti archeologici quali Mê Cung e Thiên Long. Ci sono colline con resti di Pteridofite, alcuni molluschi di acqua dolce e utensili rudimentali. Gli abitanti dell'epoca vivevano di pesca, raccolta di frutti e ricerca di bulbi e radici. Il loro ambiente era di tipo costiero, a differenza di altre culture vietnamite quali quelle di Hoà Bình, Bắc Sơn, ecc.

### Cultura Cái Bèo (5000- 3000 a.C.)
A Hạ Long e sull'isola di Cát Bà gli abitanti raggiunsero un discreto livello nell'arte della navigazione.

### Periodo feudale
La storia mostra che Ha Long è stata teatro di battaglie navali tra il Vietnam e le potenze vicine. In tre occasioni nel labirinto dei canali del fiume Bach Dang, vicino alle isole, l'esercito vietnamita fermò lo sbarco di quello cinese. Nel 1288 il generale Tran Hung Dao fermò le navi mongole nei pressi del fiume Bach Dang River. Vennero piazzati dei pali in legno con punte d'acciaio durante l'alta marea, affondando la flotta di Dubhai Khan.
Durante la Guerra del Vietnam molti dei canali tra le isole vennero minati dalla marina degli Stati Uniti, e alcuni sono tuttora un rischio per la navigazione.

## Sistema di isole e grotte

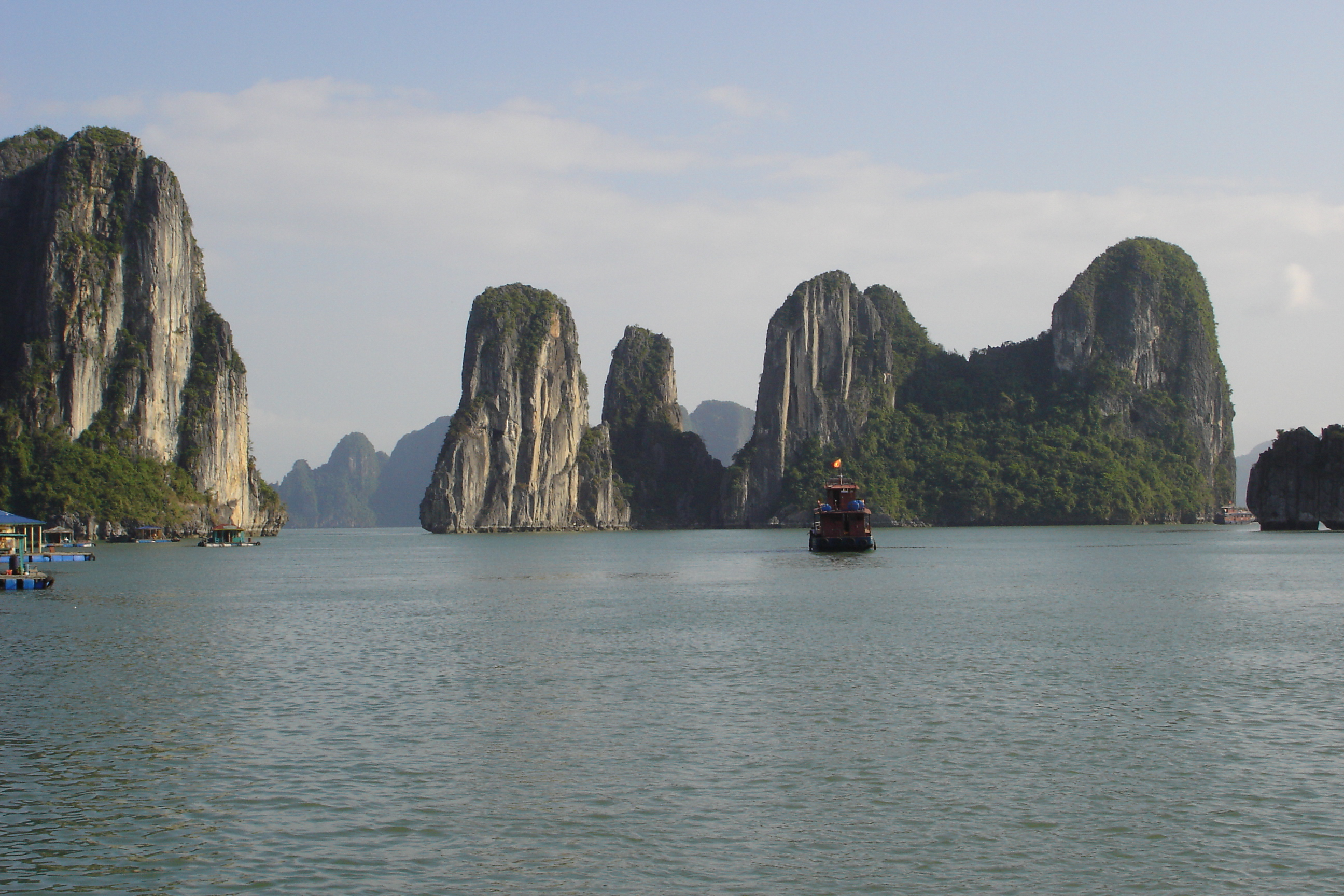
Isole nella baia di Halong

La baia contiene una densa concentrazione di 1969 isole calcaree monolitiche, ognuna delle quali ricoperta da fitta vegetazione, che si ergono dall'oceano. Molte delle isole sono vuote, e contengono enormi grotte. Hang Đầu Gỗ contiene la più grande grotta della baia. Esploratori francesi la visitarono nel XIX secolo, chiamandola Grotte des Merveilles. Le sue tre grandi camere contengono numerose grosse stalattiti e stalagmiti (oltre a graffiti del XIX secolo). Ci sono due grandi isole, Tuan Chau e Cat Ba, con insediamenti permanenti. Entrambe queste isole hanno attrezzature turistiche, tra cui hotel e spiagge. Esistono spiagge molto belle anche sulle isole più piccole.
Alcune isole ospitano villaggi galleggianti di pescatori che setacciano le acque poco profonde alla ricerca di 200 specie di pesci e 450 di molluschi. La maggior parte delle isole hanno preso il nome dalla propria forma: tra queste ci sono Voi (elefante), Ga Choi (artiglio da combattimento) e Mai Nha (tetto). A 989 isole è stato assegnato un nome. Tra gli animali che le abitano ci sono antilopi, scimmie e iguane.

## Popolazione
Una comunità di circa 1600 persone vive nella baia di Halong, divisi in quattro villaggi di pescatori: Cửa Vạn, Ba Hang, Cống Tàu e Vông Viêng, tutti facenti parte del comune di Hùng Thắng, Hạ Long city. Vivono su case galleggianti e sopravvivono grazie alla pesca e all'acquacoltura (coltivazione di biota marini).

## Patrimonio dell'umanità
Nel 1962 il ministro vietnamita della Cultura, Sport e Turismo dichiarò la baia National Renowned Lanscape Vestige.
Venne inserita tra i patrimoni dell'umanità dell'UNESCO durante il 18º congresso del Comitato a Phuket, Thailandia, il 17 dicembre 1994, per il suo valore estetico. Il 2 dicembre 2000, durante il 24º congresso a Cairns, Australia, venne aggiunta alle motivazioni il valore geologico e geomorfico.
L'8 agosto 2008 Ha Long divenne una delle Sette Meraviglie Naturali Mondiali secondo la New Open World Foundation.

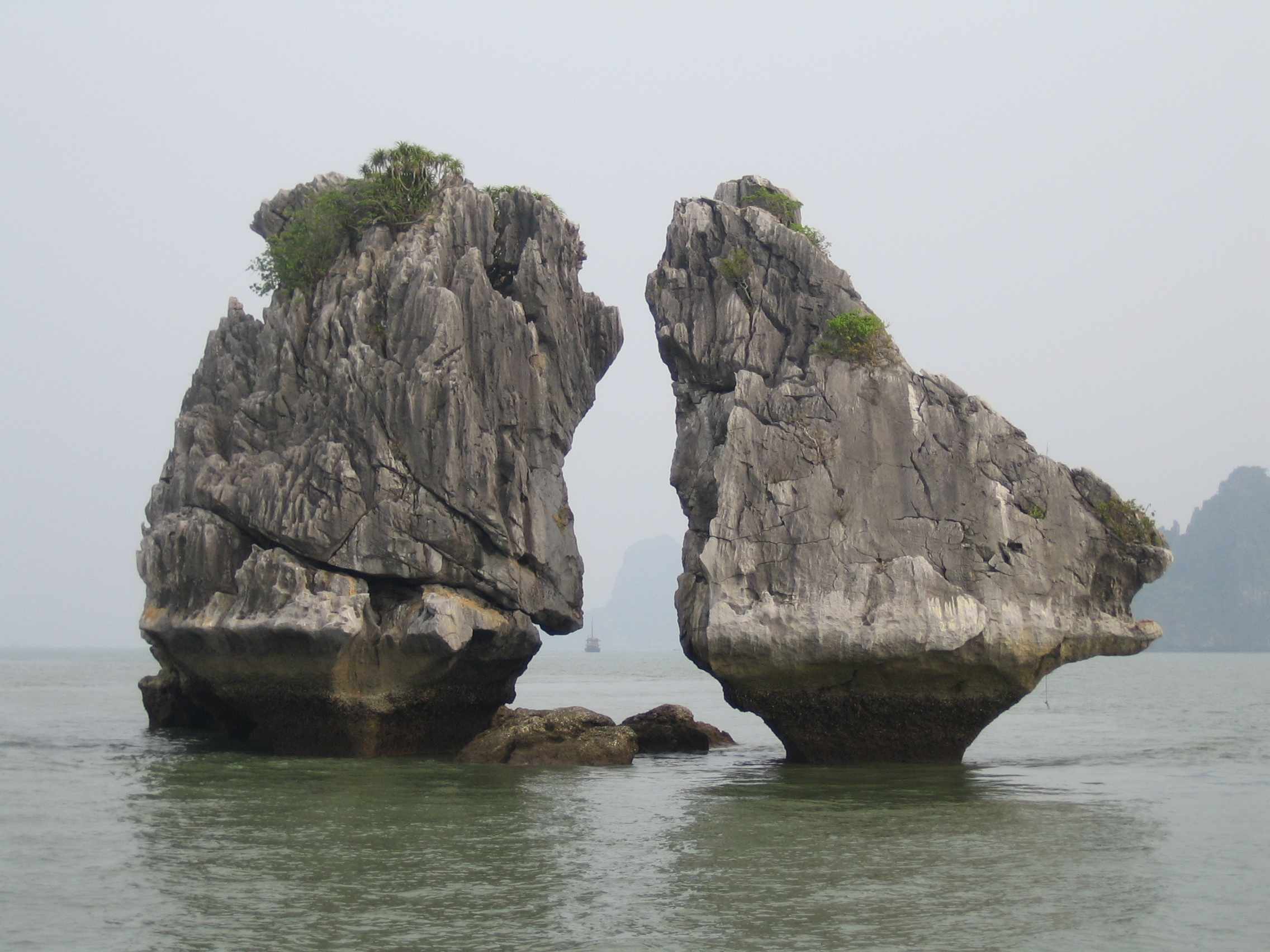
Le Rocce Bacianti

## Geologia e geomorfologia

### Storia della tettonica
Secondo gli scienziati Halong è stata sottoposta almeno 500 milioni di anni fa a vari stati geologici di orogenesi, innalzamento e diminuzione del livello marino. Durante l'Ordoviciano e il Siluriano (500-410 milioni di anni fa) Halong si trovava in mare aperto. Nel Carbonifero e nel Permiano (340-250 milioni di anni fa) raggiunse il livello del mare.

### Valore geomorfologico carsico
A causa dello spesso livello di calcare, di un clima caldo-umido e del lento processo tettonico, Ha Long ebbe un'evoluzione carsica che durò 20 milioni di anni. Questo procedimento ha causato numerose grotte carsiche.

## Biodiversità
La baia di Halong ospita due ecosistemi: uno tropicale-umido con foreste pluviali sempreverdi, l'altro è marino e costiero. Nella baia vivono numerose specie endemiche.

### Specie endemiche
- Livistona halongensis
- Impatiens halongensis
- Chirieta halongensis
- Chirieta hiepii
- Chirieta modesta
- Paraboea halongensis
- Alpinia calcicola

La maggior parte delle isole che punteggiano la baia ospitano numerose specie, tra cui: 477 angiosperme, 12 felci, 20 piante da paludi slate, 4 anfibi, 10 rettili, 40 uccelli e 4 mammiferi.

## Economia

### Turismo
Halong è probabilmente la meta turistica più popolare del Vietnam. I turisti stranieri e locali sono attratti dalla bellezza del luogo.

## Galleria d'immagini

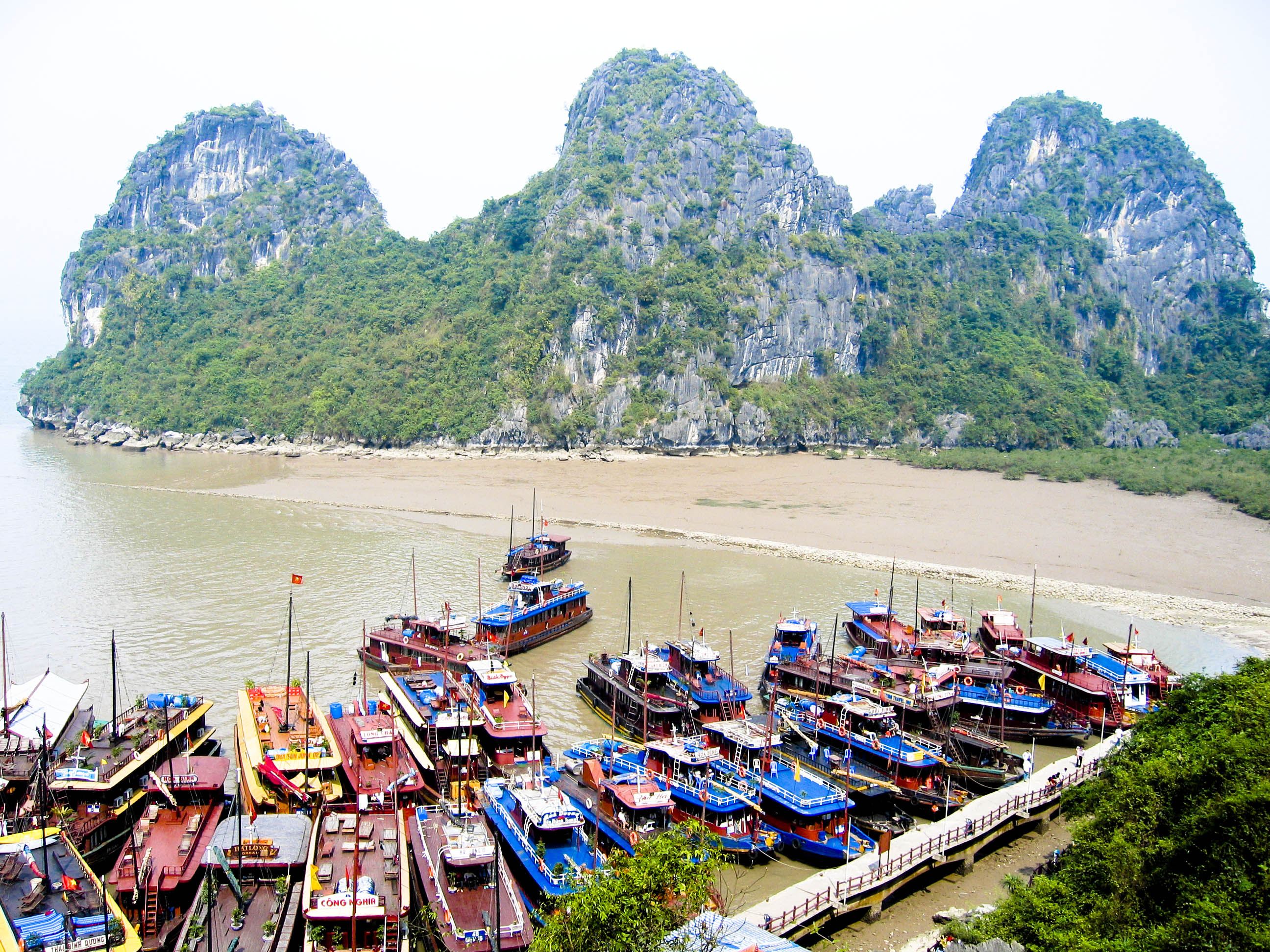
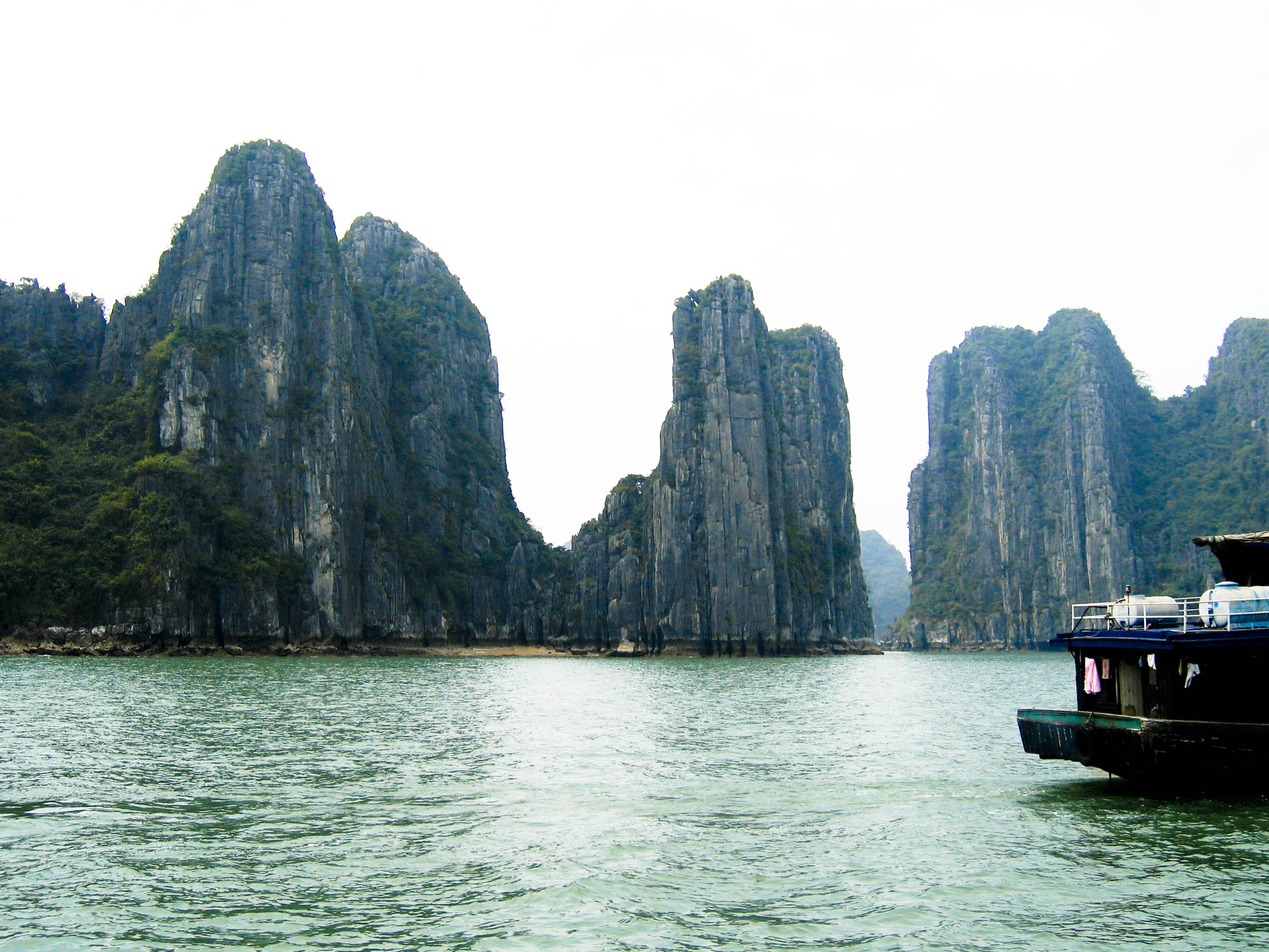
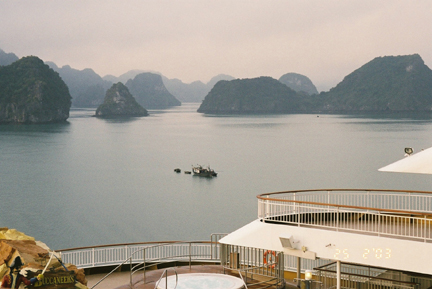

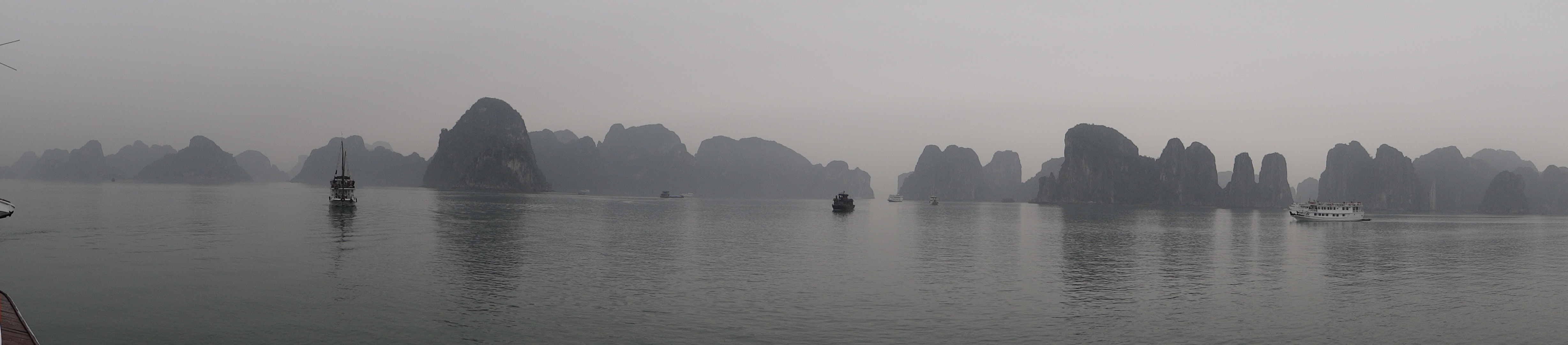
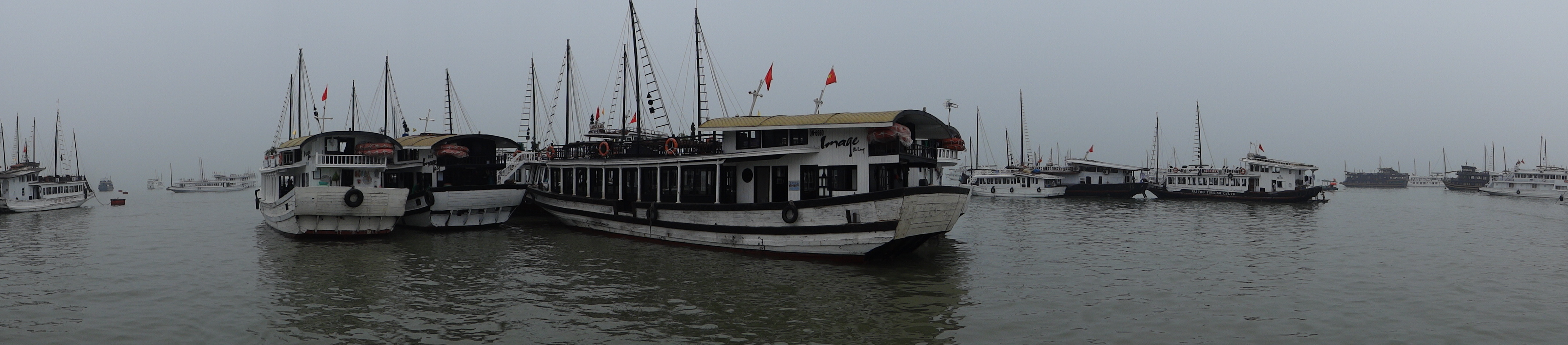
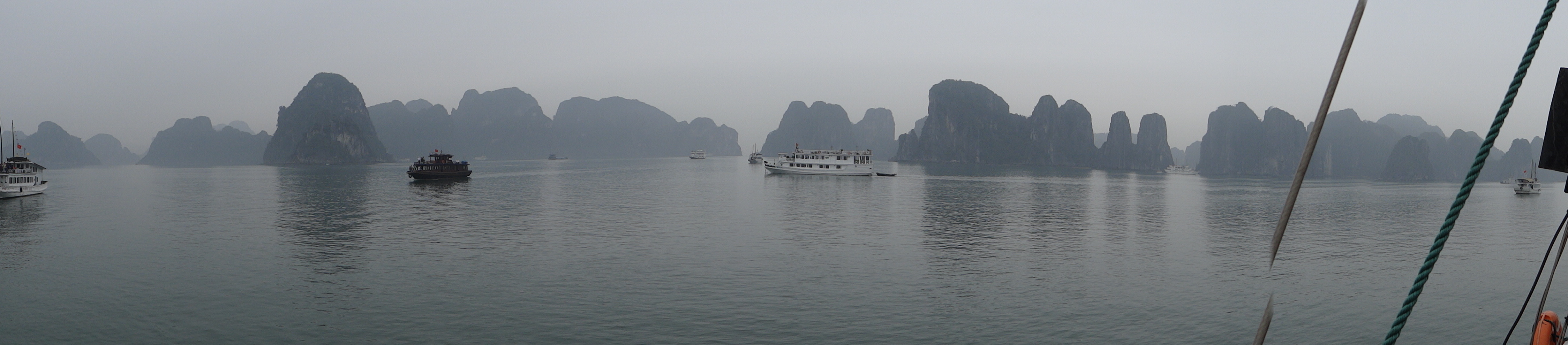
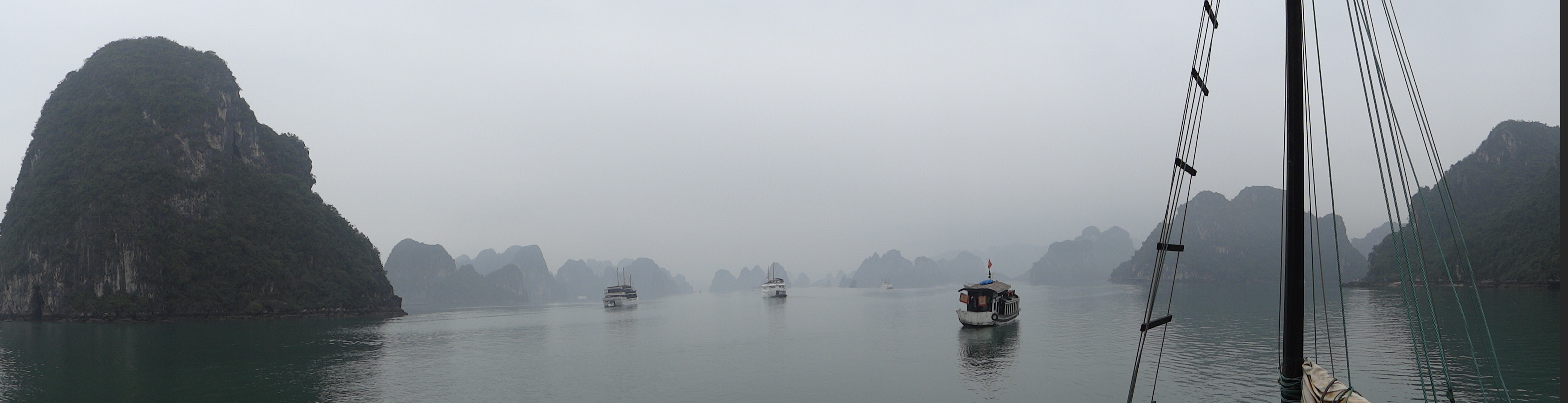
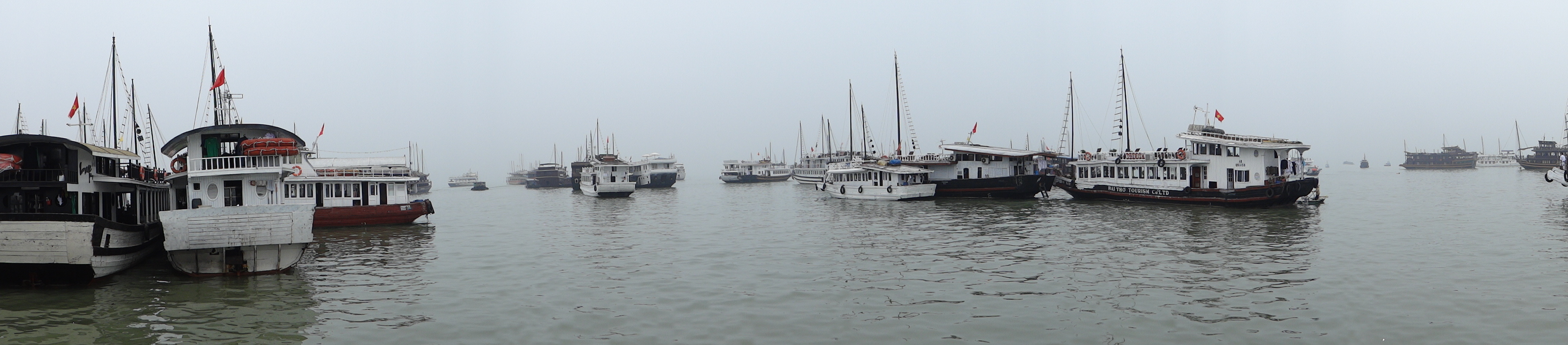
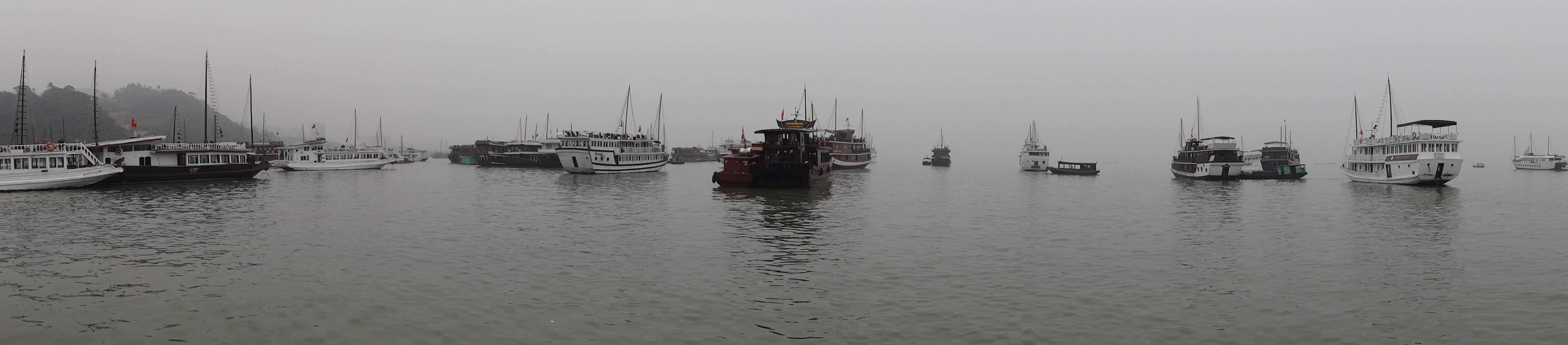
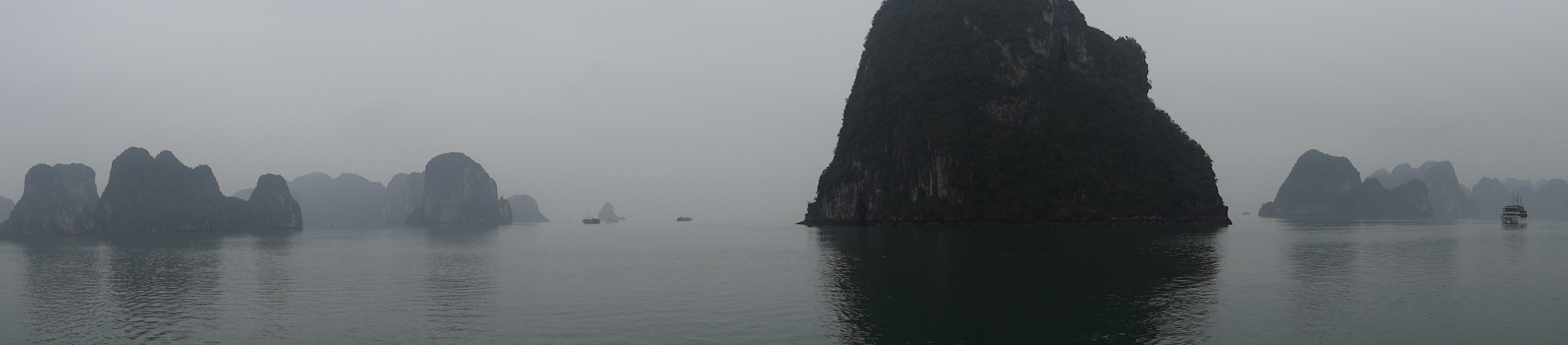
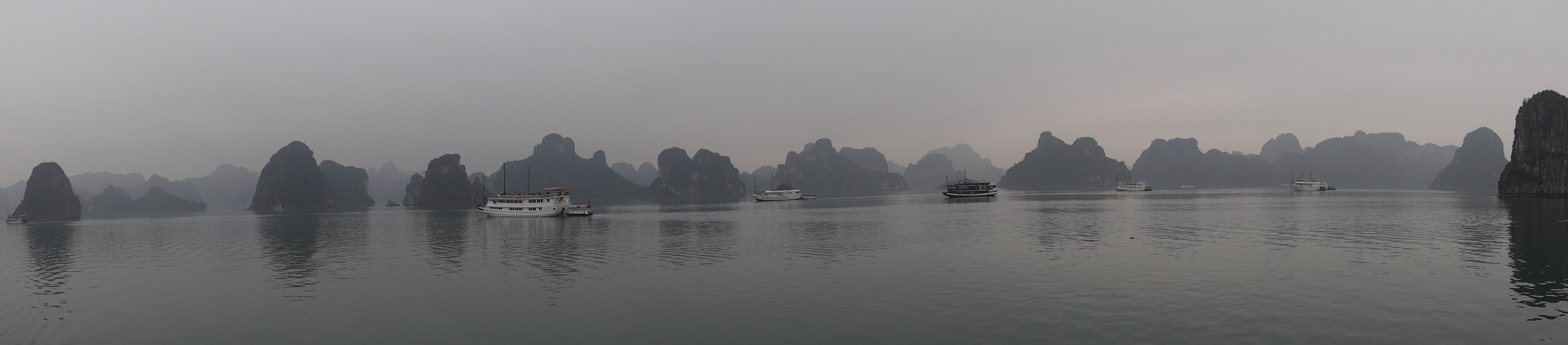
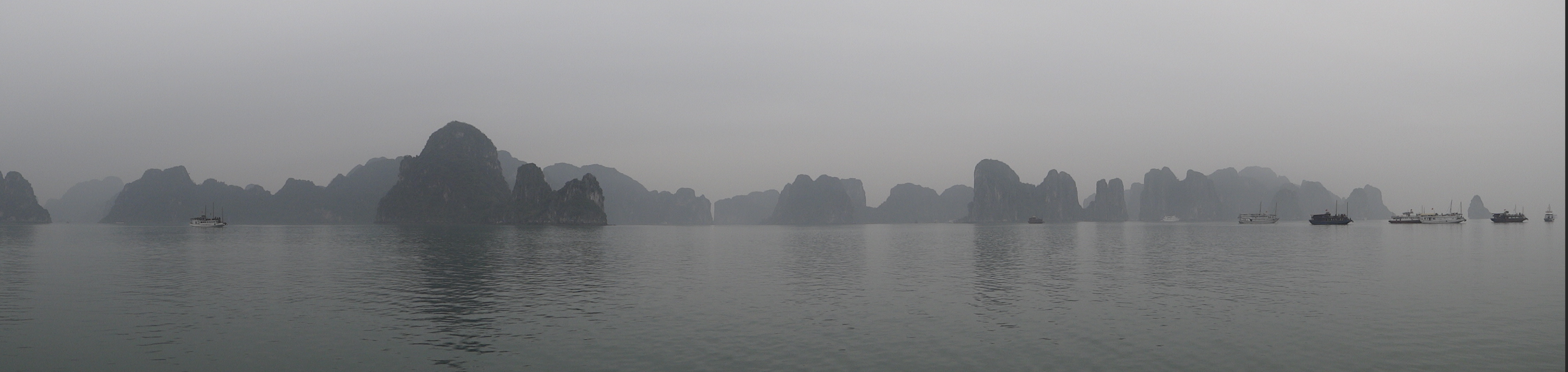

## Letteratura
Nguyễn Trãi scrisse riguardo alla baia di Halong: "Questa meraviglia è il terreno nato in mezzo al cielo alto". Anche Xuân Diệu la elogiò: "Qui si trovano i lavori incompiuti della vita... Qui si trovano le rocce con cui i giganti giocarono lanciandole". Secondo Nguyên Ngọc: "...per formare questa fantastica meraviglia, la natura usò solo pietre e acqua... Sono i due materiali scelti tra molti altri per scrivere, disegnare, scolpire, creare qualsiasi cosa". Ho Chi Minh disse: "È la meraviglia che non si può spiegare agli altri".
Che Lan Vien scrisse:

"Hạ Long, Bái Tử Long- I dragoni si sono nascosti, solo le pietre restano

"Alla luce della luna, le pietre meditano come gli uomini..."

## Cultura di massa
- Fu il tema di Robocon (Asian Pacific Robot Contest) tenutosi in Vietnam nel 2007: "Scopri Halong"[3]
- La band Dredg ne scrisse una canzone intitolata Ha Long Bay.
- Nel 1997 in un film di James Bond, Agente 007 - Il domani non muore mai, James e Wai Lin tentano di inseguire Elliot Carver, interpretato da Jonathan Pryce, per la baia. Nel film Agente 007 - L'uomo dalla pistola d'oro, Francisco Scaramanga, antagonista di James Bond viveva in una delle isole della baia, dove una parte del film è ambientato.
- Si parla della baia nella decima serie della trasmissione statunitense The Amazing Race, trasmessa l'8 ottobre 2006.
- All'interno della baia si svolge una parte della vicenda raccontata nel film Indocina del 1992, con Catherine Deneuve e Vincent Perez.
- Nel film Life - Non oltrepassare il limite una capsula di salvataggio cade nelle acque della baia di Ha Long nei pressi di una barca di pescatori.
- Nella serie tv Hawaii Five-0 la baia viene nominata come luogo in cui Joe White desiderava essere seppellito.
- La Baia di Ha Long è anche la tappa finale di uno speciale di Top Gear girato in Vietnam nel 2008, all'interno della dodicesima stagione del programma, nel quale i tre protagonisti Jeremy Clarkson, Richard Hammond e James May sono partiti in motocicletta da Ho Chi Minh per raggiungere il traguardo nella Baia.